# Kasteel van Beaumont (Luik)
Het kasteel van Beaumont, ook wel Petit Bourgogne genoemd, is een neoclassicistisch landhuis, gelegen in de wijk Sclessin in de Belgische stad Luik. De villa, ontworpen door de Luikse architect Jacques-Barthélemy Renoz, behoort tot het beschermd erfgoed in de provincie Luik.

## Geschiedenis
Tot 1768 behoorde Sclessin en het nabije Ougrée tot het Abdijvorstendom Stavelot-Malmedy. Toen de zuidelijk van Luik aan de Maas gelegen gebieden in dat jaar naar het prinsbisdom Luik overgingen, werd de streek meteen populair bij rijke Luikenaren om er hun buitenhuizen te bouwen. Op 13 mei 1775 kocht Maximilien-Henri de Geyer Schweppenburg, kanunnik van de Sint-Lambertuskathedraal, een perceel grond van Baron Jean-Christian de Goeswin. Waarschijnlijk handelde hij daarbij in opdracht van de prins-bisschop van Luik, Franciscus Karel de Velbrück, die het buitenverblijf naar verluidt gebruikte om zijn minnaressen te ontmoeten.
De architect Jacques-Barthélemy Renoz zou enkele jaren later een vrijwel identiek, maar iets ruimer vormgegeven landhuis ontwerpen ongeveer 50 km stroomafwaarts langs de Maas, kasteel Obbicht.
Na een brand in 1954 werd het kasteel tussen 1973-'88 gerestaureerd door de toenmalige eigenaar, de heer Szymkowiak.

## Beschrijving

### Exterieur
Het kasteel van Beaumont is gelegen op de vrij steile zuidoosthelling van de heuvel van Cointe, niet ver van de Maas. Om de hoogteverschillen te overwinnen, bouwde de architect hoge kelderruimtes tegen de helling. Een hoefijzervormige staatsietrap geeft het gebouw een statige entree. Hardstenen pilasters van Naamse steen verlenen de gevel verticale accenten.

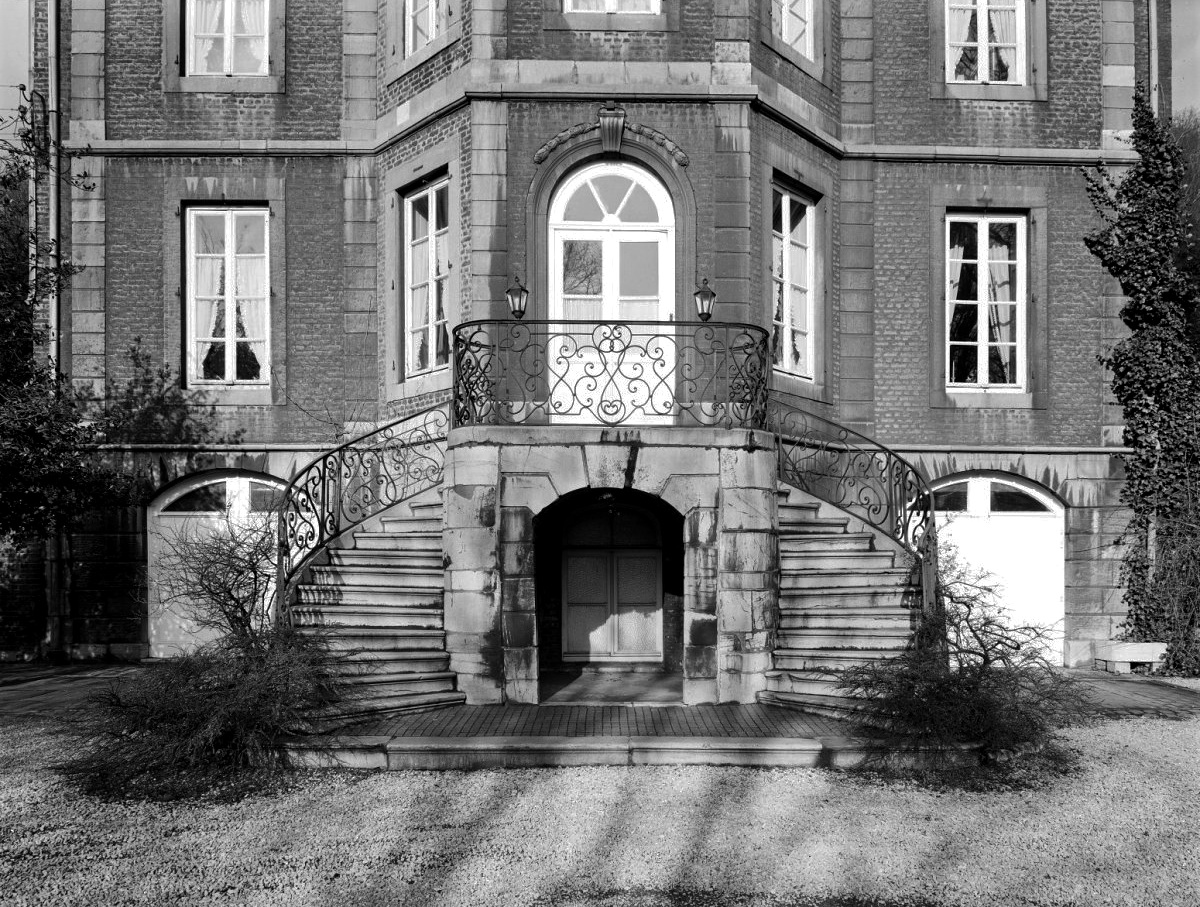
Detail voorgevel met trap
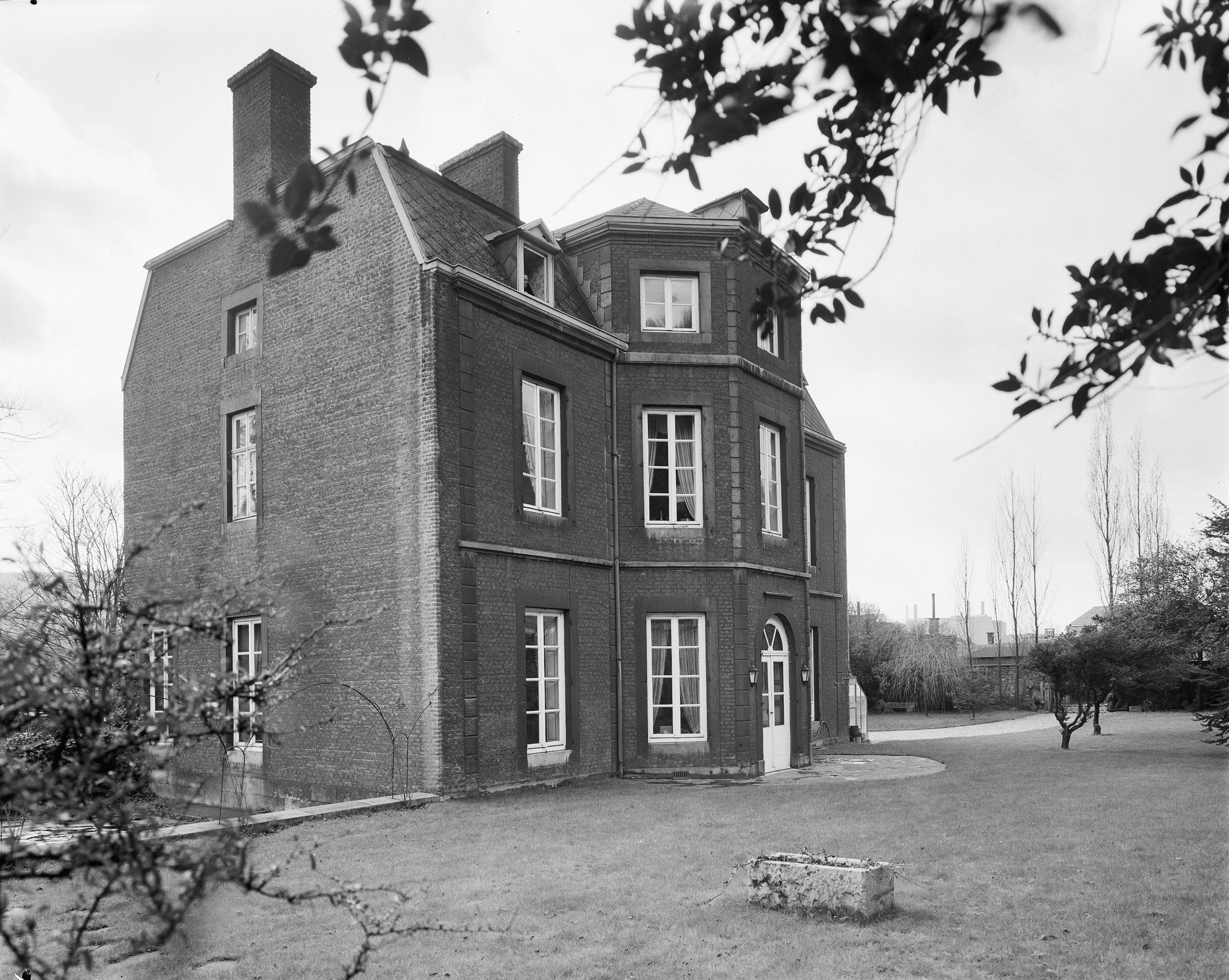
Zij- en achtergevel
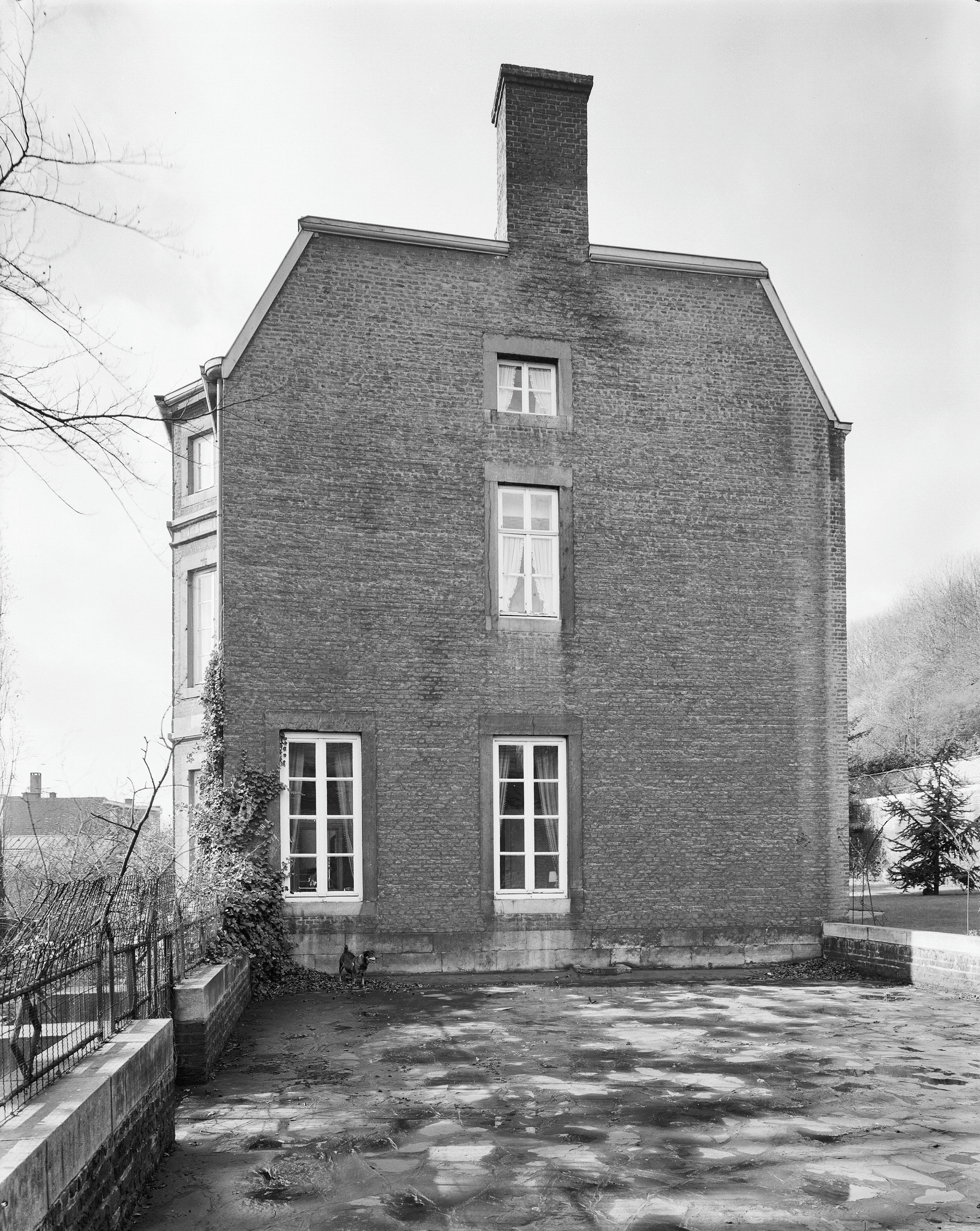
Rechter zijgevel
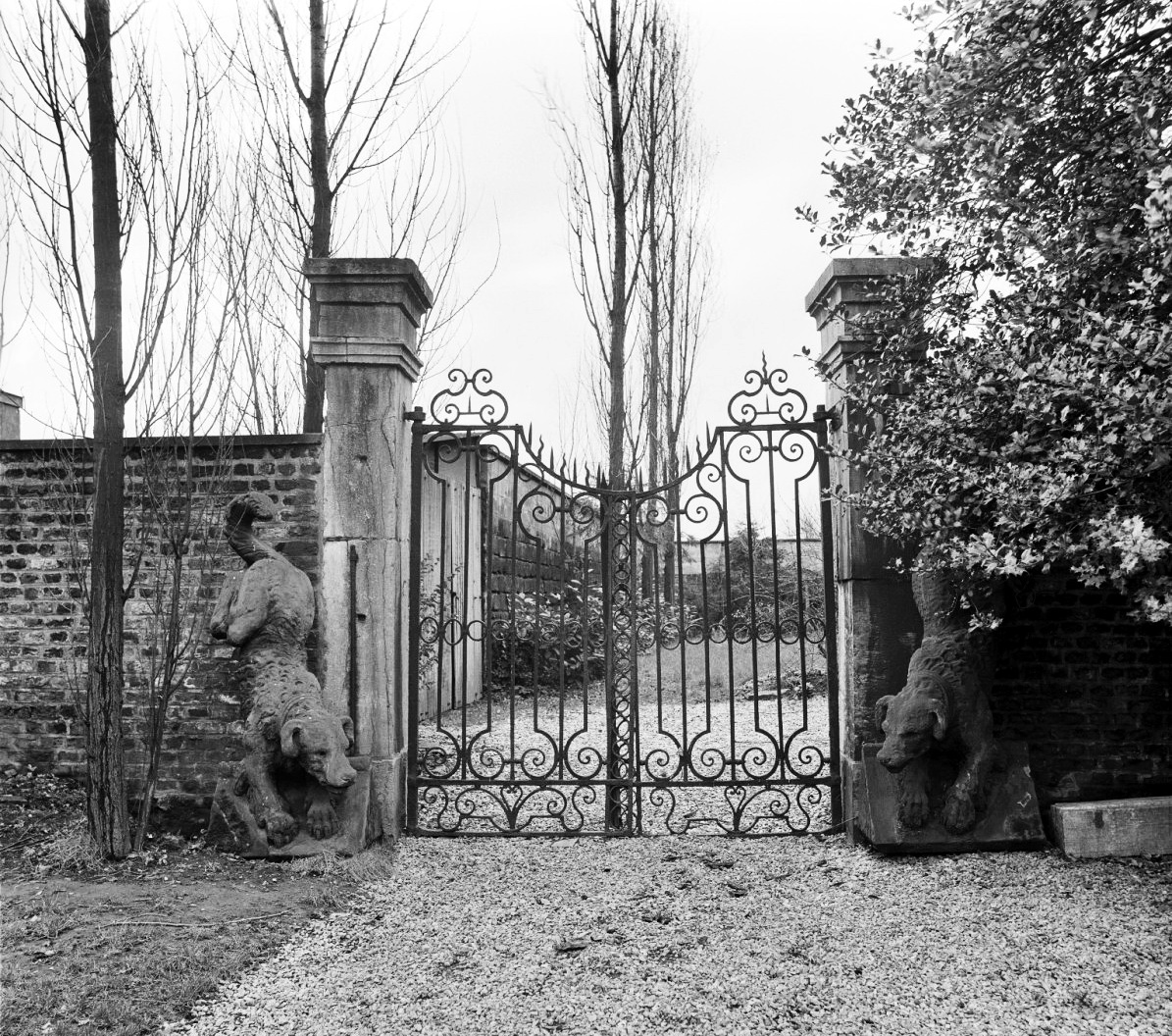
Hek met hondenbeelden

### Interieur
In het interieur zijn de fraaie stucwerkdecoraties in Lodewijk XVI stijl grotendeels bewaard gebleven. De achthoekige vestibule heeft door de plaatsing van gipsen beelden in nissen tussen ionische pilasters een klassiek uiterlijk. Boven de deuren bevinden zich supraportes met gestucte putti. De centraal in het huis gelegen grote salon is in dezelfde stijl vormgegeven. Ter rechterzijde van de hal bevindt zich de eetkamer met beschilderde wandpanelen en supraportes. Boven de schoorsteenmantel hangt een ovaal portret van prins-bisschop Franciscus Karel de Velbrück. Rechtsachter bevindt zich de ovale salon met fraaie deuren en lambrisering in Luiks-Akense meubelstijl.

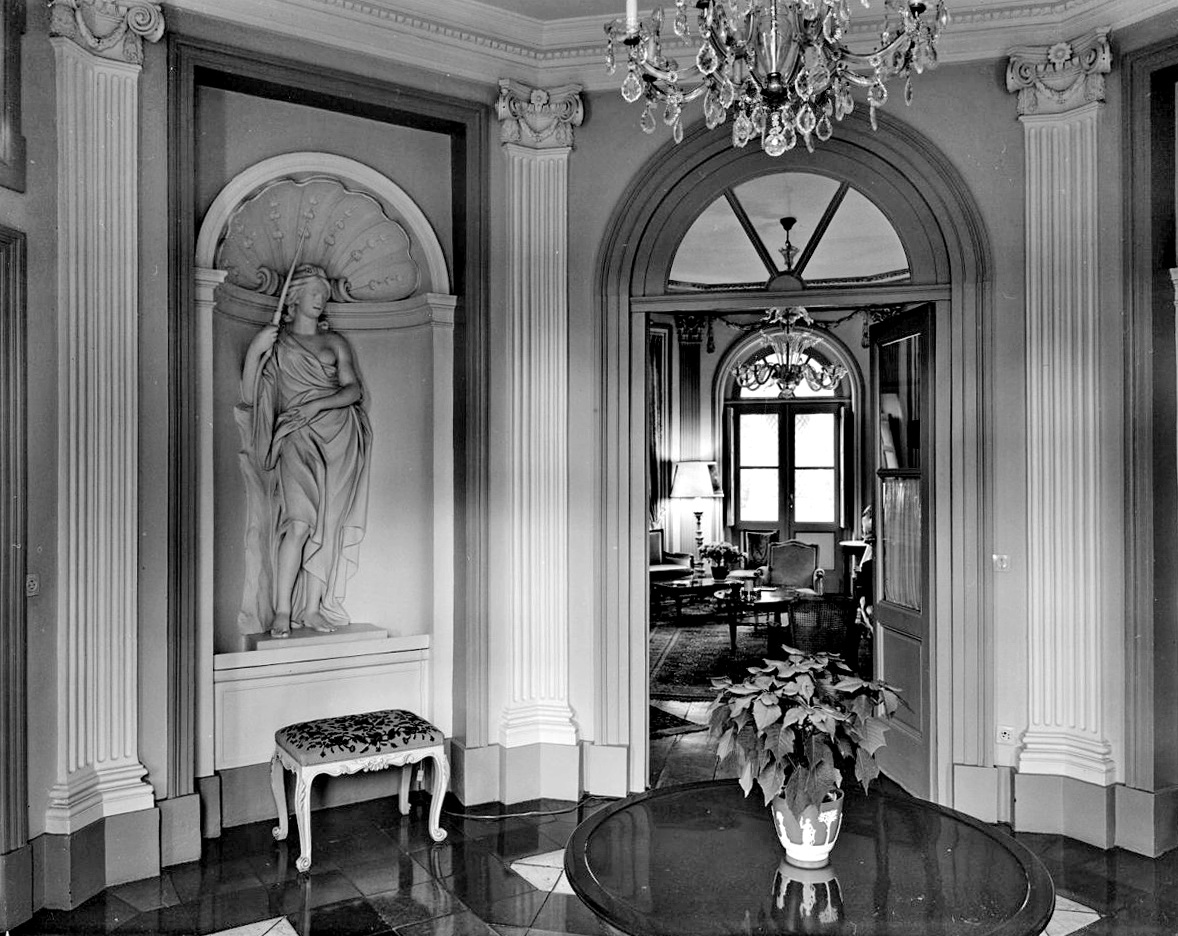
Achthoekige vestibule
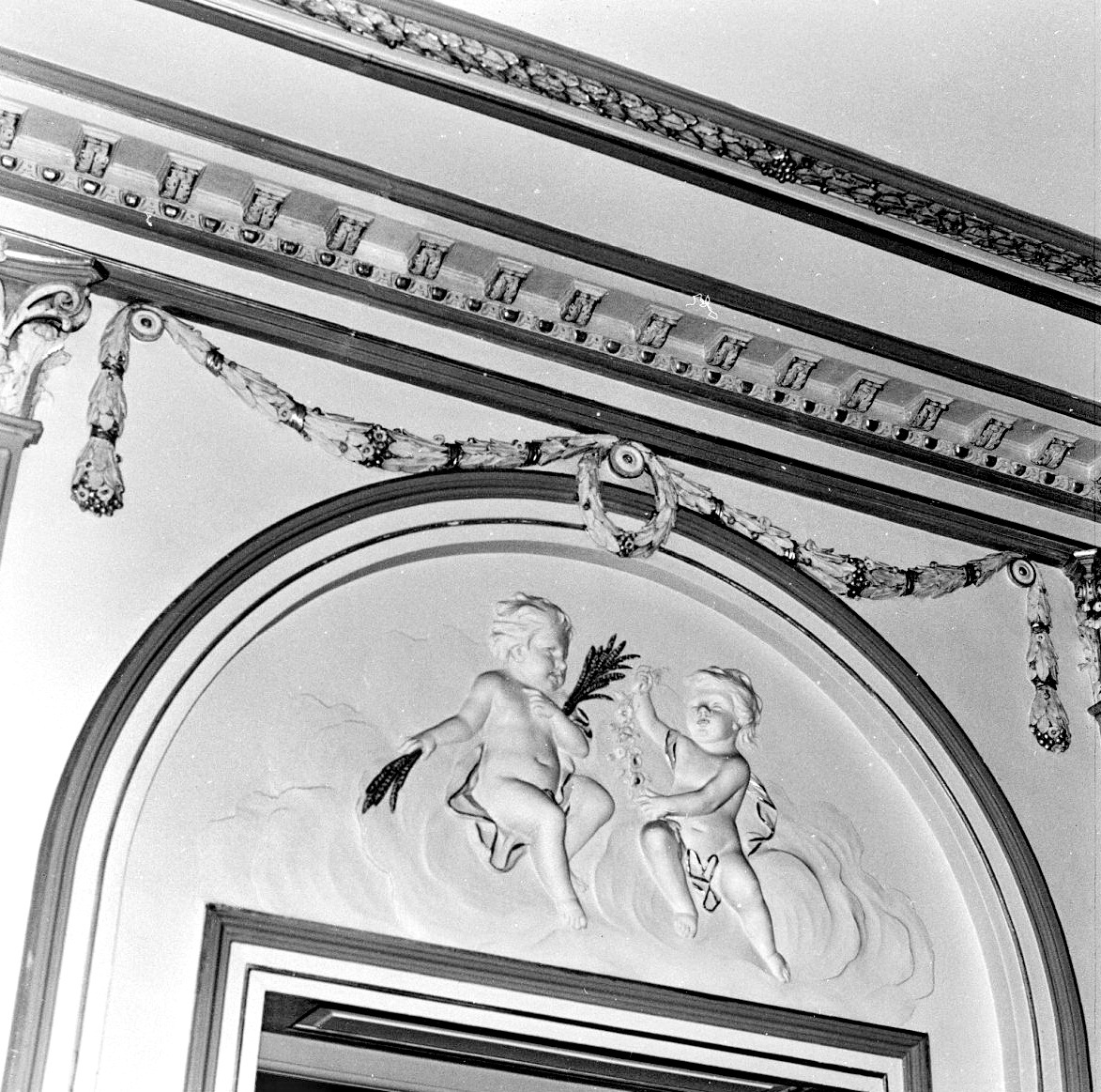
Detail vestibule
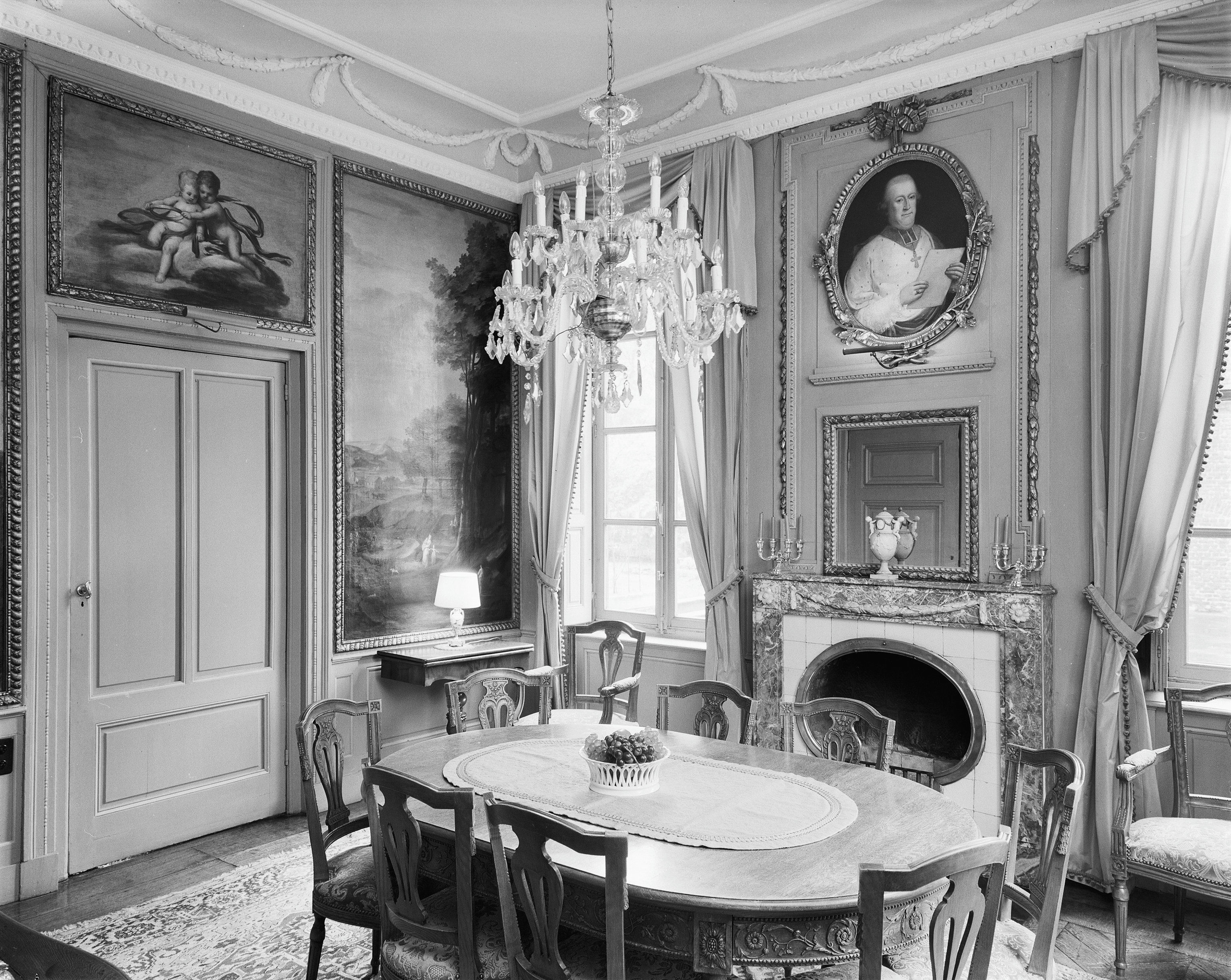
Eetkamer
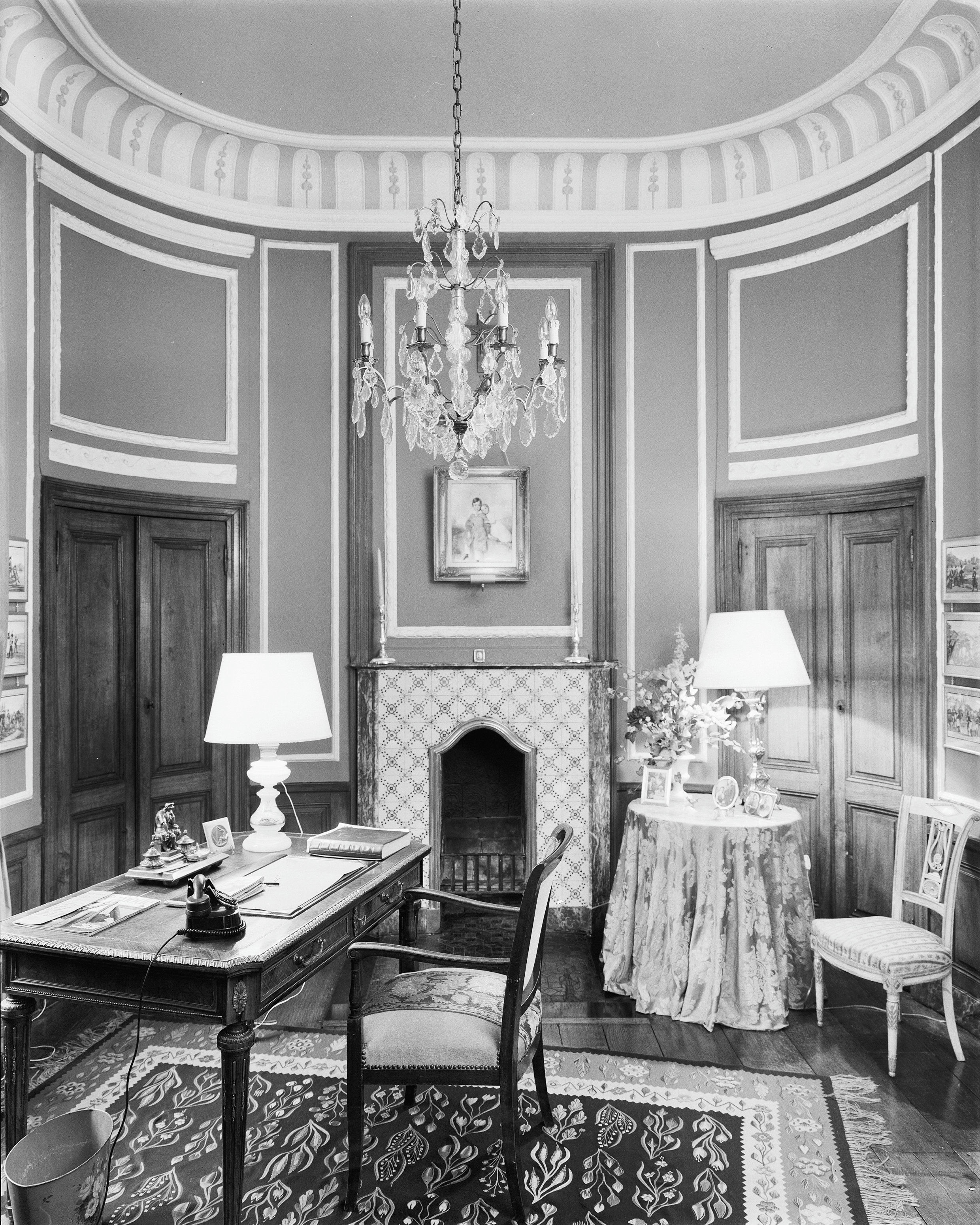
Ovale salon